# Хроника Холодной войны (1961 год)
Хронология Холодной войны
- 1943
- 1944
- 1945
- 1946
- 1947
- 1948
- 1949
- 1950
- 1951
- 1952
- 1953
- 1954
- 1955
- 1956
- 1957
- 1958
- 1959
- 1960
- 1961
- 1962
- 1963
- 1964
- 1965
- 1966
- 1967
- 1968
- 1969
- 1970
- 1971
- 1972
- 1973
- 1974
- 1975
- 1976
- 1977
- 1978
- 1979
- 1980
- 1981
- 1982
- 1983
- 1984
- 1985
- 1986
- 1987
- 1988
- 1989
- 1990
- 1991

- 3 января: Президент США Дуайт Эйзенхауэр разрывает дипломатические отношения с Кубой.
- 20 января: Джон Кеннеди становится президентом США.
- 4 февраля: Ангольские националисты, в том числе коммунисты, начинают восстание против португальского правления.
- 12 февраля: Советский Союз успешно запустил «Венеру-1» с намерением совершить облёт Венеры.
- 12 апреля: Юрий Гагарин становится первым человеком в космосе и первым на орбите Земли, в результате успешного запуска Советским Союзом «Востока-1».
- 17—19 апреля: Операция в бухте Кочинос: поддерживаемое ЦРУ вторжение контрреволюционеров на Кубу заканчивается неудачей.
- 21 апреля: Сьерра-Леоне становится независимой от Великобритании в соответствии со статусом Содружества.
- 5 мая: Алан Шепард становится первым американцем, отправившимся в космос в результате успешного запуска «Фридом-7».
- 19 мая: «Венера-1» успешно достигла Венеры, став первым космическим кораблём, сделавшим это, но не смогла передать какие-либо данные.
- 25 мая: Президент США Джон Кеннеди объявил о намерении США отправить человека на Луну, тем самым запуская проект «Меркурий» — первую в Америке программу пилотируемых космических полётов.
- 4 июня: Президент США Джон Кеннеди встречается с Первым секретарём ЦК КПСС Никитой Хрущёвым в Вене.
- Июнь: Начинается развёртывание БРСД «Юпитер» в Турции, в дополнение к БРСД «Юпитер», развёрнутым в Италии, а также БРСД «Тор», развёрнутым в Великобритании, в качестве ядерных ракет, находящихся на расстоянии досягаемости до Москвы.
- 11 июля: Северная Корея и Китай подписывают военно-политический договор, Китайско-северокорейский договор о взаимной помощи и сотрудничестве, дружбе.
- 19 июля: Начало Никарагуанской революции.
- 13 августа: СССР начинает строительство Берлинской стены после срыва переговоров о будущем Германии.
- 17 августа: Начало помощи Альянса за прогресс Латинской Америке из Соединённых Штатов.
- 1 сентября:
  - Советский Союз возобновил испытания ядерного оружия в атмосфере.
  - Начало Эритрейской войны за независимость.
- 28 сентября: Сирия выходит из состава Объединённой Арабской Республики.
- 17 октября: В СССР прошёл 22-й съезд КПСС.
- 27 октября: Начало противостояния на контрольно-пропускном пункте Чарли между американскими и советскими танковыми частями.
- 31 октября: Советский Союз взорвал «Царь-бомбу», самое мощное термоядерное оружие из когда-либо испытанных, с мощностью взрыва около 50 мегатонн.
- 2 декабря: Кубинский лидер Фидель Кастро открыто называет себя марксистом-ленинцем.
- 18 декабря: Республика Индия вторгается на бывшую португальскую территорию Гоа.